# 모리 에토
모리 에토(森 絵都, 1968년 4월 8일 ~ )는 일본의 여성 소설가이다.

## 내력
일본 아동 교육 전문 학교 아동문학과, 와세다 대학 제2문학부(사회인간계 전공)를 졸업하였다. 1990년 "리듬"으로 제 31회 고단샤 아동 문학 신인상을 수상하며 데뷔하였다. 이후에도 수많은 작품에서 많은 문학상을 수상했다. 또한, 소설 DIVE!!는 영화화도 되어 화제가되었다. 2006년 " 바람에 휘날리는 비닐 시트"로 제 135회 나오키상을 수상하였다.